# Morti nel 1186
| Questa pagina contiene informazioni ricavate automaticamente dalle voci biografiche con l'ausilio del template Bio e di un bot. L'aggiornamento è periodico e automatico e ricostruisce completamente la pagina. Se manca una persona in questa lista, sei pregato di non aggiungerla, ma accertati piuttosto che la sua voce biografica contenga il template Bio e che i dati anagrafici siano correttamente compilati. Se il template Bio manca, inseriscilo tu stesso o, in alternativa, metti l'avviso {{tmp\|Bio}} che ne segnala la mancanza. Se i dati riportati sono sbagliati, correggi direttamente la voce biografica; le modifiche saranno visibili in questa lista entro pochi giorni. Per chiarimenti vedi il progetto biografie. La lista contiene solo le 22 persone che sono citate nell'enciclopedia e per le quali è stato implementato correttamente il template Bio. Pagina aggiornata al 18 mag 2025. |

- 24 giugno - Roberto di Torigni, abate e storico normanno
- 25 luglio - Hugh de Lacy, signore di Meath, nobile britannico
- 19 agosto - Goffredo II di Bretagna, duca britannico (n. 1158)
- 26 agosto - Rapoto I di Ortenburg
- 7 settembre - Giovanni di Novgorod, monaco cristiano, arcivescovo ortodosso e santo russo
- 30 ottobre - Guala, vescovo cattolico italiano
- 8 dicembre - Bertoldo IV di Zähringen, nobile tedesco (n. 1125)
- Ampud, nobile ungherese
- Andrea di Caloccia, arcivescovo cattolico e diplomatico ungherese
- Baldovino V di Gerusalemme, sovrano (n. 1177)
- Barisone I di Arborea, sovrano
- Basilio II di Costantinopoli, arcivescovo ortodosso bizantino
- Drogone di Sebourg, santo francese (n. 1118)
- Guglielmo di Tiro, arcivescovo cattolico e storico francese
- Leszek di Masovia, nobile polacco
- Ardicio Rivoltella, cardinale italiano
- Guglielmo VII d'Angoulême, conte
- Tommaso II, nobile ungherese
- Gabriele II da Camino, nobile e militare italiano (n. 1145)
- Rolland de Dinan, nobile francese
- Gertrude delle Fiandre, nobildonna francese
- Ismat ad-Din Khatun, nobile siriana